# Vasco Rossi/Diskografie
Diese Diskografie ist eine Übersicht über die musikalischen Werke des italienischen Rockmusikers Vasco Rossi. Den Quellenangaben und Schallplattenauszeichnungen zufolge hat er bisher mehr als 7,3 Millionen Tonträger verkauft.
Die Reihenfolge der Einträge folgt grundsätzlich dem Datum des Charteinstiegs. Teilweise werden spätere Wiedereinstiege in den Anmerkungen noch einmal angeführt. Die Grundlage der italienischen Chartdaten bilden bis 1995 (Alben) beziehungsweise 1997 (Singles) die Listen des Magazins Musica e dischi, später die offiziellen Charts der FIMI.

## Alben

### Studioalben
Den ersten Charterfolg konnte Rossi erst 1980 mit seinem dritten Album erzielen.

| Jahr | Titel Musiklabel                         | Höchstplatzierung, Gesamtwochen, AuszeichnungChartplatzierungen (Jahr, Titel, Musiklabel, Platzierungen, Wochen, Auszeichnungen, Anmerkungen) | Höchstplatzierung, Gesamtwochen, AuszeichnungChartplatzierungen (Jahr, Titel, Musiklabel, Platzierungen, Wochen, Auszeichnungen, Anmerkungen) | Anmerkungen                                                                                           |
| Jahr | Titel Musiklabel                         | IT | CH | Anmerkungen                                                                                           |
| ---- | ---------------------------------------- | --- | --- | --- |
| 1978 | …Ma cosa vuoi che sia una canzone… Lotus | IT27* Gold (2020) · (4 Wo.)IT | — | Erstveröffentlichung: 13. Mai 1978 Verkäufe: + 25.000 * Ersteinstieg 1996                             |
| 1979 | Non siamo mica gli americani! Lotus      | IT28* (2 Wo.)IT | — | Erstveröffentlichung: 30. April 1979 * Ersteinstieg 2019                                              |
| 1980 | Colpa d’Alfredo Targa                    | IT23 Gold (2021) · (6 Wo.)IT | — | Erstveröffentlichung: 3. April 1980 Verkäufe: + 25.000; 2016 Platz 72 der FIMI-Charts (4 Wochen)      |
| 1981 | Siamo solo noi Targa                     | IT19 Gold (2022) · (10 Wo.)IT | — | Erstveröffentlichung: 9. April 1981 Verkäufe: + 25.000; 1998 Platz 32 der FIMI-Charts (3 Wochen)      |
| 1982 | Vado al massimo Carosello Records        | IT11 Gold (2021) · (11 Wo.)IT | — | Erstveröffentlichung: 13. April 1982 Verkäufe: + 25.000                                               |
| 1983 | Bollicine Carosello Records              | IT3 Platin (2023) · (34 Wo.)IT | — | Erstveröffentlichung: 14. April 1983 Verkäufe: + 50.000; 2017 Platz 98 der FIMI-Charts (1 Woche)      |
| 1985 | Cosa succede in città Carosello Records  | IT2 Gold (2022) · (29 Wo.)IT | CH27 (3 Wo.)CH | Erstveröffentlichung: 9. Juni 1985 Verkäufe: + 25.000; 2002 Platz 74 der FIMI-Charts (1 Woche)        |
| 1987 | C’è chi dice no Carosello Records        | IT1 Platin (1987) + Gold (2021) · (34 Wo.)IT                                                                                                  | CH13 (10 Wo.)CH | Erstveröffentlichung: 3. März 1987 2002 Platz 73 der FIMI-Charts (1 Woche)                            |
| 1989 | Liberi liberi EMI Italiana               | IT2 Gold (2019) · (33 Wo.)IT | CH9 Gold · (9 Wo.)CH | Erstveröffentlichung: 8. April 1989 Verkäufe: + 50.000 2003 Platz 32 der FIMI-Charts (19 Wochen)      |
| 1993 | Gli spari sopra EMI Italiana             | IT1 ×10Zehnfachplatin (1994) + Platin (2022) · (39 Wo.)IT                                                                                     | CH19 (9 Wo.)CH | Erstveröffentlichung: 6. Februar 1993 Verkäufe: + 1.050.000 2001 Platz 20 der FIMI-Charts (25 Wochen) |
| 1996 | Nessun pericolo… per te EMI Italiana     | IT1 Gold · (57 Wo.)IT | CH19 (8 Wo.)CH | Erstveröffentlichung: 24. Januar 1996 Verkäufe: + 25.000                                              |
| 1998 | Canzoni per me EMI Italiana              | IT1 (46 Wo.)IT | CH24 (9 Wo.)CH | Erstveröffentlichung: 18. April 1998                                                                  |
| 2001 | Stupido hotel EMI Italiana               | IT1 Gold · (79 Wo.)IT | CH11 Gold · (26 Wo.)CH | Erstveröffentlichung: 6. April 2001 Verkäufe: + 45.000                                                |
| 2004 | Buoni o cattivi EMI Italiana             | IT1 Platin (2020) · (108 Wo.)IT | CH6 Gold · (24 Wo.)CH | Erstveröffentlichung: 2. April 2004 Verkäufe: + 70.000                                                |
| 2008 | Il mondo che vorrei EMI Italiana         | IT1 Platin (2009) · (103 Wo.)IT | CH5 (19 Wo.)CH | Erstveröffentlichung: 28. März 2008 Verkäufe: + 70.000                                                |
| 2011 | Vivere o niente EMI Italiana             | IT1 Diamant · (90 Wo.)IT | CH6 Gold · (21 Wo.)CH | Erstveröffentlichung: 29. März 2011 Verkäufe: + 315.000                                               |
| 2014 | Sono innocente Universal Italia          | IT1 ×6Sechsfachplatin · (114 Wo.)IT | CH4 (9 Wo.)CH | Erstveröffentlichung: 4. November 2014 Verkäufe: + 300.000                                            |
| 2021 | Siamo qui                                | IT1 ×2Doppelplatin · (41 Wo.)IT | CH4 (6 Wo.)CH | Erstveröffentlichung: 12. November 2021 Verkäufe: + 100.000                                           |
| 2023 | Il supervissuto                          | IT2 Platin · (… Wo.)IT | CH37 (1 Wo.)CH | Erstveröffentlichung: 3. November 2023 Verkäufe: + 50.000                                             |

grau schraffiert: keine Chartdaten aus diesem Jahr verfügbar

### Sondereditionen
| Jahr | Titel Musiklabel                                             | Höchstplatzierung, Gesamtwochen, AuszeichnungChartplatzierungen (Jahr, Titel, Musiklabel, Platzierungen, Wochen, Auszeichnungen, Anmerkungen) | Höchstplatzierung, Gesamtwochen, AuszeichnungChartplatzierungen (Jahr, Titel, Musiklabel, Platzierungen, Wochen, Auszeichnungen, Anmerkungen) | Anmerkungen                                                           |
| Jahr | Titel Musiklabel                                             | IT | CH | Anmerkungen                                                           |
| ---- | ------------------------------------------------------------ | --- | --- | --------------------------------------------------------------------- |
| 2000 | Albachiara (Dischi d’oro)                                    | IT42 Gold · (5 Wo.)IT | — | Neuauflage von Non siamo mica gli americani (1979) Verkäufe: + 25.000 |
| 2001 | …Ma cosa vuoi che sia una canzone… (Dischi d’oro)            | IT58 (3 Wo.)IT | — |                                                                       |
| 2001 | Siamo solo noi (Dischi d’oro)                                | IT68 (1 Wo.)IT | — |                                                                       |
| 2001 | Colpa d’Alfredo (Dischi d’oro)                               | IT80 (1 Wo.)IT | — |                                                                       |
| 2018 | …Ma cosa vuoi che sia una canzone… 40° RPLAY Special Edition | IT21 (4 Wo.)IT | — | Erstveröffentlichung: 15. November 2018                               |
| 2020 | Colpa d’Alfredo 40° RPLAY Special Edition                    | IT22 (1 Wo.)IT | — | Erstveröffentlichung: 27. November 2020                               |
| 2021 | Siamo solo noi 40° RPLAY Special Edition                     | IT41 (1 Wo.)IT | — | Erstveröffentlichung: 18. Juni 2021                                   |
| 2023 | Bollicine 40° RPLAY Special Edition                          | IT71 (1 Wo.)IT | — | Erstveröffentlichung: 24. November 2023                               |

### Livealben
| Jahr | Titel Musiklabel                                        | Höchstplatzierung, Gesamtwochen, AuszeichnungChartplatzierungen (Jahr, Titel, Musiklabel, Platzierungen, Wochen, Auszeichnungen, Anmerkungen) | Höchstplatzierung, Gesamtwochen, AuszeichnungChartplatzierungen (Jahr, Titel, Musiklabel, Platzierungen, Wochen, Auszeichnungen, Anmerkungen) | Anmerkungen                                                                                |
| Jahr | Titel Musiklabel                                        | IT | CH | Anmerkungen                                                                                |
| ---- | ------------------------------------------------------- | --- | --- | ------------------------------------------------------------------------------------------ |
| 1984 | Va bene, va bene così Carosello Records                 | IT1 (33 Wo.)IT | — | Erstveröffentlichung: April 1984                                                           |
| 1990 | Fronte del palco EMI Italiana                           | IT1 (23 Wo.)IT | — | Erstveröffentlichung: 14. Mai 1990 2003 auf Platz 36 der FIMI-Charts platziert (18 Wochen) |
| 1991 | Vasco live 10.7.90 San Siro EMI Italiana                | IT3 (14 Wo.)IT | — | Erstveröffentlichung: 17. Juni 1990                                                        |
| 1999 | Rewind EMI Italiana                                     | IT1 (58 Wo.)IT | CH42 (3 Wo.)CH | Erstveröffentlichung: 22. April 1999                                                       |
| 2005 | Buoni o cattivi Live Anthology 04.05 EMI Italiana       | IT1 (77 Wo.)IT | CH65 (11 Wo.)CH | Erstveröffentlichung: 2. Dezember 2005                                                     |
| 2010 | Vasco London Instant Live 04.05.2010 EMI Italiana       | IT1 Platin · (57 Wo.)IT | CH27 (5 Wo.)CH | Erstveröffentlichung: 25. Juni 2010 Verkäufe: + 60.000                                     |
| 2012 | Live Kom 011: The Complete Edition EMI Italiana         | IT1 ×2Doppelplatin · (84 Wo.)IT | CH64 (2 Wo.)CH | Erstveröffentlichung: 27. November 2012 Verkäufe: + 100.000                                |
| 2016 | Tutto in una notte Live Kom 2015 Universal Music Italia | IT1 Platin · (38 Wo.)IT | CH19 (3 Wo.)CH | Erstveröffentlichung: 18. März 2016 Verkäufe: + 50.000                                     |
| 2017 | Vasco Modena Park Universal Music Italia                | IT1 ×3Dreifachplatin · (78 Wo.)IT | CH27 (5 Wo.)CH | Erstveröffentlichung: 8. Dezember 2017 Verkäufe: + 150.000                                 |
| 2019 | Vasco Nonstop Live Universal Music Italia               | IT1 Platin · (17 Wo.)IT | CH32 (4 Wo.)CH | Erstveröffentlichung: 6. Dezember 2019 Verkäufe: + 50.000                                  |
| 2022 | Vasco Live Roma Circo Massimo Universal Music Italia    | IT3 (7 Wo.)IT | CH38 (2 Wo.)CH | Erstveröffentlichung: 2. Dezember 2022                                                     |
| 2025 | Vasco Live Milano Sansiro Universal Music Italia        | IT2 (… Wo.)IT | CH40 (1 Wo.)CH | Erstveröffentlichung: 7. März 2025                                                         |

### Kompilationen
Offizielle Kompilationen

| Jahr | Titel Musiklabel                         | Höchstplatzierung, Gesamtwochen, AuszeichnungChartplatzierungen (Jahr, Titel, Musiklabel, Platzierungen, Wochen, Auszeichnungen, Anmerkungen) | Höchstplatzierung, Gesamtwochen, AuszeichnungChartplatzierungen (Jahr, Titel, Musiklabel, Platzierungen, Wochen, Auszeichnungen, Anmerkungen) | Anmerkungen                                                 |
| Jahr | Titel Musiklabel                         | IT | CH | Anmerkungen                                                 |
| ---- | ---------------------------------------- | --- | --- | ----------------------------------------------------------- |
| 1997 | Rock BMG Ricordi                         | IT6 (9 Wo.)IT | — | Erstveröffentlichung: 21. Juli 1997                         |
| 2002 | Tracks EMI Italiana                      | IT1 Gold (2019) · (121 Wo.)IT | CH13 (12 Wo.)CH | Erstveröffentlichung: 25. November 2002 Verkäufe: + 25.000  |
| 2009 | Tracks 2 – Inediti & rarità EMI Italiana | IT1 Diamant · (62 Wo.)IT | CH38 (5 Wo.)CH | Erstveröffentlichung: 27. November 2009 Verkäufe: + 300.000 |
| 2012 | L’altra metà del cielo EMI Italiana      | IT1 Platin · (35 Wo.)IT | CH19 (6 Wo.)CH | Erstveröffentlichung: 30. März 2012 Verkäufe: + 60.000      |
| 2016 | Vascononstop Capitol Records (SME)       | IT1 ×6Sechsfachplatin · (206 Wo.)IT | CH18 (8 Wo.)CH | Erstveröffentlichung: 11. November 2016 Verkäufe: + 300.000 |

Weitere Kompilationen

| Jahr | Titel Musiklabel                                  | Höchstplatzierung, Gesamtwochen, AuszeichnungChartplatzierungen (Jahr, Titel, Musiklabel, Platzierungen, Wochen, Auszeichnungen, Anmerkungen) | Höchstplatzierung, Gesamtwochen, AuszeichnungChartplatzierungen (Jahr, Titel, Musiklabel, Platzierungen, Wochen, Auszeichnungen, Anmerkungen) | Anmerkungen                                                |
| Jahr | Titel Musiklabel                                  | IT | CH | Anmerkungen                                                |
| ---- | ------------------------------------------------- | --- | --- | ---------------------------------------------------------- |
| 1985 | Le canzoni d’amore di Vasco Rossi Targa           | IT6 (11 Wo.)IT | — | erreichte 2002 Platz 53 der FIMI-Charts (4 Wochen)         |
| 1988 | Bravo Vasco Carosello Records                     | IT7 (10 Wo.)IT | — |                                                            |
| 1991 | Viaggiando Fonit Cetra                            | IT10 (14 Wo.)IT | — |                                                            |
| 1991 | Vasco Rossi EMI Italiana                          | — | CH34 (3 Wo.)CH | erreichte 2001 Platz 72 der FIMI-Charts (13 Wochen)        |
| 1993 | Voglio proprio esagerare FMA Records              | IT14 (8 Wo.)IT | — |                                                            |
| 1995 | Vita spericolata                                  | IT20 (9 Wo.)IT | — |                                                            |
| 1996 | Vasco Remixed                                     | IT35 (1 Wo.)IT | — |                                                            |
| 1999 | I miti musica: Vasco Rossi Ricordi                | IT10 (5 Wo.)IT | — |                                                            |
| 1999 | Sarà migliore Carosello Records                   | IT7 (23 Wo.)IT | — |                                                            |
| 2000 | Gli anni 80                                       | IT29 (15 Wo.)IT | — |                                                            |
| 2003 | Sarà migliore – La musica di Vasco Carosello      | IT26 (35 Wo.)IT | — |                                                            |
| 2005 | Canzoni al massimo BMG Ricordi                    | IT2 (48 Wo.)IT | CH98 (1 Wo.)CH | Erstveröffentlichung: 25. Juli 2005                        |
| 2006 | Ti amo BMG Ricordi                                | IT13 (16 Wo.)IT | — |                                                            |
| 2006 | Tutto Vasco (vivere una favola) Carosello Records | IT23 Platin (2014) · (48 Wo.)IT | — | Verkäufe: + 50.000                                         |
| 2006 | The Platinum Collection EMI Italiana              | IT4 Platin (2013) · (150 Wo.)IT | CH94 (4 Wo.)CH | Erstveröffentlichung: 24. November 2006 Verkäufe: + 50.000 |
| 2006 | Earbooks: Vasco Rossi Earbooks                    | IT80 (1 Wo.)IT | — |                                                            |
| 2007 | Sensazioni forti BMG Ricordi                      | IT36 (7 Wo.)IT | CH72 (2 Wo.)CH | Erstveröffentlichung: 8. Juni 2007                         |
| 2008 | L’alba di Vasco BMG Ricordi                       | IT49 (5 Wo.)IT | — | Erstveröffentlichung: 28. März 2008                        |
| 2009 | Rockstar Sony Music                               | IT54 (7 Wo.)IT | — |                                                            |
| 2010 | Sensazioni rock Sony Music                        | IT54 (7 Wo.)IT | — | Erstveröffentlichung: 28. Juni 2010                        |
| 2014 | The Best of Vasco Rossi Trecolori                 | IT72 (1 Wo.)IT | — | Erstveröffentlichung: 11. April 2008                       |
| 2015 | All the Best                                      | IT65 (1 Wo.)IT | — | Erstveröffentlichung: 11. September 2015                   |

### EPs
| Jahr | Titel Musiklabel                                | Höchstplatzierung, Gesamtwochen, AuszeichnungChartplatzierungen (Jahr, Titel, Musiklabel, Platzierungen, Wochen, Auszeichnungen, Anmerkungen) | Höchstplatzierung, Gesamtwochen, AuszeichnungChartplatzierungen (Jahr, Titel, Musiklabel, Platzierungen, Wochen, Auszeichnungen, Anmerkungen) | Anmerkungen                                                      |
| Jahr | Titel Musiklabel                                | IT | CH | Anmerkungen                                                      |
| ---- | ----------------------------------------------- | --- | --- | ---------------------------------------------------------------- |
| 2001 | Ti prendo e ti porto via (Remixes) EMI Italiana | IT10 (15 Wo.)IT | — | in den Singlecharts platziert                                    |
| 2007 | Vasco Extended Play Targa                       | IT1 (33 Wo.)IT | — | Erstveröffentlichung: 11. Mai 2007 in den Singlecharts platziert |

Weitere EPs
- 2013: L’uomo più semplice (Remixes)

## Singles
Im Folgenden sind Titel mit Chartplatzierungen in den Singlecharts aufgeführt (ausgenommen zwei EPs und ein Album, die fälschlich als Singles gezählt wurden). Nicht alle davon wurden als Singles ausgekoppelt; vor allem in den letzten Jahren stiegen häufig bei Erscheinen eines Albums diverse darauf enthaltene Lieder durch Einzeldownload in die Singlecharts ein.
Den ersten Single-Charterfolg konnte Rossi erst nach seiner Teilnahme am Sanremo-Festival erzielen.

| Jahr | Titel Album                                             | Höchstplatzierung, Gesamtwochen, AuszeichnungChartplatzierungen (Jahr, Titel, Album, Platzierungen, Wochen, Auszeichnungen, Anmerkungen) | Höchstplatzierung, Gesamtwochen, AuszeichnungChartplatzierungen (Jahr, Titel, Album, Platzierungen, Wochen, Auszeichnungen, Anmerkungen) | Anmerkungen |
| Jahr | Titel Album                                             | IT | CH | Anmerkungen |
| --- | ------------------------------------------------------- | --- | --- | --- |
| 1979 | Albachiara Non siamo mica gli americani                 | IT7 ×3Dreifachplatin (2023) · (4 Wo.)IT                                                                                                  | — | Erstveröffentlichung: 25. Mai 1979 Verkäufe: + 300.000; Lotus Charteinstieg erst 2012                                                                      |
| 1982 | Vado al massimo                                         | IT21 (2 Wo.)IT | — | Erstveröffentlichung: 2. Februar 1982 Beitrag zum Sanremo-Festival 1982; Carosello Records                                                                 |
| 1983 | Vita spericolata Bollicine                              | IT3 ×2Doppelplatin (2021) · (21 Wo.)IT                                                                                                   | — | Beitrag zum Sanremo-Festival 1983 Verkäufe: + 140.000; Carosello Records                                                                                   |
| 1992 | Gli spari sopra                                         | IT1 Platin (2022) · (22 Wo.)IT | — | Erstveröffentlichung: 14. Dezember 1992 Verkäufe: + 100.000; EMI Italiana                                                                                  |
| 1993 | Gli spari sopra (Remix) –                               | IT1 (24 Wo.)IT | — | EMI Italiana |
| 1994 | Senza parole –                                          | IT3 ×2Doppelplatin (2019) · (10 Wo.)IT                                                                                                   | — | EMI Italiana Verkäufe: + 100.000 |
| 1995 | Praticamente perfetto (Remix) Nessun pericolo… per te   | IT19 (1 Wo.)IT | — | Erstveröffentlichung: 7. Januar 1996 EMI / Dance Factory                                                                                                   |
| 1995 | Sally Nessun pericolo… per te                           | IT73 ×3Dreifachplatin (2023) · (2 Wo.)IT                                                                                                 | — | Erstveröffentlichung: 5. September 1996 Verkäufe: + 300.000; EMI Italiana Charteinstieg erst 2012                                                          |
| 1999 | Rewind (Remix) Rewind                                   | IT14 Platin (2019) · (3 Wo.)IT | — | Erstveröffentlichung: 4. Februar 1999 Verkäufe: + 50.000; EMI Italiana                                                                                     |
| 1999 | La fine del millennio Tracks                            | IT1 (14 Wo.)IT | — | EMI Italiana mit La fine del millennio („Das Ende des Jahrtausends“) konnte Rossi die Spitze der Singlecharts über den Jahrtausendwechsel 1999–2000 halten |
| 2003 | Non l’hai mica capito (Remix) –                         | IT13 (9 Wo.)IT | — | vs. Dub-J |
| 2008 | Il mondo che vorrei                                     | IT1 Gold (2019) · (25 Wo.)IT | CH68 (4 Wo.)CH | Erstveröffentlichung: 14. März 2008 EMI Italiana Verkäufe: + 25.000                                                                                        |
| 2008 | Gioca con me (Remix) Il mondo che vorrei                | IT15 (10 Wo.)IT | — | Erstveröffentlichung: 13. Juni 2008 EMI Italiana |
| 2008 | E adesso che tocca a me Il mondo che vorrei             | IT32 (6 Wo.)IT | — | Erstveröffentlichung: 12. September 2008 EMI Italiana |
| 2009 | Vieni qui Il mondo che vorrei                           | IT22 (14 Wo.)IT | — | Erstveröffentlichung: 16. Januar 2009 EMI Italiana |
| 2009 | Colpa del whisky Il mondo che vorrei                    | IT12 (15 Wo.)IT | — | Erstveröffentlichung: 15. Mai 2009 EMI Italiana |
| 2009 | Ad ogni costo Tracks 2 – Inediti & rarità               | IT1 (13 Wo.)IT | CH80 (1 Wo.)CH | Erstveröffentlichung: 25. September 2009 EMI Italiana |
| 2009 | Sto pensando a te Tracks 2 – Inediti & rarità           | IT8 Platin · (27 Wo.)IT | — | Erstveröffentlichung: 18. Dezember 2009 Verkäufe: + 30.000; EMI Italiana                                                                                   |
| 2011 | Eh… già Vivere o niente                                 | IT1 ×2Doppelplatin · (43 Wo.)IT | — | Erstveröffentlichung: 7. Februar 2011 Verkäufe: + 60.000; EMI Italiana                                                                                     |
| 2011 | Manifesto futurista della nuova umanità Vivere o niente | IT6 Platin · (22 Wo.)IT | — | Erstveröffentlichung: 6. Mai 2011 Verkäufe: + 30.000; EMI Italiana                                                                                         |
| 2011 | I soliti –                                              | IT1 Platin · (17 Wo.)IT | — | Erstveröffentlichung: 29. August 2011 Verkäufe: + 30.000; EMI Italiana                                                                                     |
| 2011 | Stammi vicino Vivere o niente                           | IT41 Gold · (16 Wo.)IT | — | Erstveröffentlichung: 4. November 2011 Verkäufe: + 15.000; EMI Italiana                                                                                    |
| 2012 | Vivere o niente                                         | IT44 (13 Wo.)IT | — | Erstveröffentlichung: 27. November 2012 EMI Italiana |
| 2013 | L’uomo più semplice Sono innocente                      | IT1 Platin · (28 Wo.)IT | — | Erstveröffentlichung: 21. Januar 2013 Verkäufe: + 30.000; EMI Italiana                                                                                     |
| 2013 | Cambia-menti Sono innocente                             | IT1 Platin · (29 Wo.)IT | — | Erstveröffentlichung: 15. Oktober 2013 Verkäufe: + 30.000; EMI Italiana                                                                                    |
| 2014 | Dannate nuvole Sono innocente                           | IT2 Platin · (23 Wo.)IT | CH64 (1 Wo.)CH | Erstveröffentlichung: 14. März 2014 Verkäufe: + 30.000; Universal Music                                                                                    |
| 2014 | Come vorrei Sono innocente                              | IT7 Platin · (14 Wo.)IT | — | Erstveröffentlichung: 24. Oktober 2014 Verkäufe: + 50.000; Universal Music                                                                                 |
| 2015 | Guai Sono innocente                                     | IT81 Gold · (8 Wo.)IT | — | Erstveröffentlichung: 15. Mai 2015 Verkäufe: + 25.000; Universal Music                                                                                     |
| 2016 | Un mondo migliore Vascononstop                          | IT16 Platin · (1 Wo.)IT | — | Erstveröffentlichung: 13. Oktober 2016 Verkäufe: + 50.000; Universal Music                                                                                 |
| 2017 | Come nelle favole Vascononstop                          | IT29 ×3Dreifachplatin · (14 Wo.)IT | — | Erstveröffentlichung: 17. März 2017 Verkäufe: + 150.000; Universal Music                                                                                   |
| 2018 | La verità –                                             | IT6 Gold · (3 Wo.)IT | — | Erstveröffentlichung: 16. November 2018 Verkäufe: + 25.000; Universal Music                                                                                |
| 2019 | Se ti potessi dire VascoNonStop Live                    | IT6 Gold · (3 Wo.)IT | CH83 (1 Wo.)CH | Erstveröffentlichung: 25. Oktober 2019 Verkäufe: + 35.000; Universal Music                                                                                 |
| 2020 | Una canzone d’amore buttata via Siamo qui               | IT1 ×2Doppelplatin · (14 Wo.)IT | CH28 (1 Wo.)CH | Erstveröffentlichung: 31. Dezember 2020 Verkäufe: + 200.000                                                                                                |
| 2021 | Siamo qui                                               | IT28 Platin · (8 Wo.)IT | — | Erstveröffentlichung: 14. Oktober 2021 Verkäufe: + 100.000                                                                                                 |
| 2022 | La pioggia alla domenica Siamo qui                      | IT11 Platin · (12 Wo.)IT | — | Erstveröffentlichung: 24. März 2022 Verkäufe: + 100.000; mit Marracash                                                                                     |
| 2022 | L’amore l’amore Siamo qui                               | IT85 (1 Wo.)IT | — | Erstveröffentlichung: 10. Juni 2022 |
| 2023 | Gli Sbagli Che Fai –                                    | IT61 Gold · (3 Wo.)IT | — | Erstveröffentlichung: 26. September 2023 Verkäufe: + 50.000                                                                                                |
| Folgende Lieder erschienen nicht als Single, wurden aber durch das Album zum Download und Streaming bereitgestellt und konnten somit eine Platzierung erlangen: |                                                         | | | |
| |                                                         | | | |
| 2008 | Dimmelo te Il mondo che vorrei                          | IT43 (1 Wo.)IT | — | |
| 2008 | C’è chi dice no                                         | IT20 Gold · (2 Wo.)IT | — | Verkäufe: + 35.000; Carosello Records |
| 2011 | Dici che Vivere o niente                                | IT86 (1 Wo.)IT | — | |
| 2011 | L’aquilone Vivere o niente                              | IT91 (1 Wo.)IT | — | |
| 2011 | Prendi la strada Vivere o niente                        | IT76 (1 Wo.)IT | — | |
| 2011 | Starò meglio di così Vivere o niente                    | IT78 (1 Wo.)IT | — | |
| 2011 | Vivere non è facile Vivere o niente                     | IT54 (3 Wo.)IT | — | |
| 2011 | Siamo solo noi                                          | IT14 Gold · (2 Wo.)IT | — | Verkäufe: + 25.000 |
| 2011 | Ogni volta Vado al massimo                              | IT99 ×2Doppelplatin · (1 Wo.)IT | — | B-Seite von Vado al massimo Verkäufe: + 200.000 |

Weitere Singles
| - 1977: Jenny - 1978: La nostra relazione (IT [2023]: Gold [50.000+]) - 1980: Non l’hai mica capito (IT [2024]: Platin [100.000+]) - 1981: Voglio andare al mare - 1982: Splendida Giornata (IT [2021]: Gold [35.000+]) - 1987: Brava Giulia - 1987: Non mi va - 1989: Domenica lunatica - 1989: Liberi liberi (IT [2023]: Gold [50.000+]) - 1993: Delusa - 1993: Vivere (IT [2019]: Platin [50.000+]) - 1996: Mi si escludeva - 1996: Gli angeli (IT [2024]: Platin [100.000+]) - 1998: Io no - 1998: L’una per te - 1998: Quanti anni hai (IT [2018]: Gold [30.000+]) - 2001: Siamo soli (IT [2018]: Gold [25.000+]) - 2001: Ti prendo e ti porto via (IT [2019]: Gold [25.000+]) | - 2001: Stupido hotel - 2002: Standing ovation - 2002: Io ti accontento - 2002: Tu vuoi da me qualcosa - 2004: Buoni o cattivi - 2004: Come stai - 2004: Un senso (IT [2018]: Platin [30.000+]) - 2005: Cosa vuoi da me (Remix) - 2005: E… (IT [2024]: ×3Dreifachplatin [300.000+]) - 2005: Señorita - 2007: Basta poco - 2012: T’immagini (IT [2019]: Platin [100.000+]) - 2015: Sono innocente ma… - 2015: Quante volte (IT [2019]: Gold [25.000+]) - 2016: Il blues della chitarra sola - 2017: Colpa d’Alfredo 2017 - 2022: Patto con riscatto |

## Videoalben
| Jahr | Titel                                | Höchstplatzierung, Gesamtwochen, AuszeichnungChartplatzierungen (Jahr, Titel, Platzierungen, Wochen, Auszeichnungen, Anmerkungen) | Höchstplatzierung, Gesamtwochen, AuszeichnungChartplatzierungen (Jahr, Titel, Platzierungen, Wochen, Auszeichnungen, Anmerkungen) | Anmerkungen                              |
| Jahr | Titel                                | IT | CH | Anmerkungen                              |
| ---- | ------------------------------------ | --- | --- | ---------------------------------------- |
| 1999 | Rewind                               | IT4 (19 Wo.)IT | — | Erstveröffentlichung: 1999               |
| 2003 | Tracks                               | IT3 (30 Wo.)IT | — | Erstveröffentlichung: 20. Januar 2003    |
| 2003 | Liva at S.Siro 2003                  | IT1 (139 Wo.)IT | — | Erstveröffentlichung: 21. November 2003  |
| 2005 | È solo un Rock ’n’ Roll              | IT1 (23 Wo.)IT | — | Erstveröffentlichung: 19. September 2005 |
| 2005 | Buoni o Cattivi Live Anthology 04.05 | IT1 (45 Wo.)IT | — | Erstveröffentlichung: 5. Dezember 2005   |
| 2006 | Fronte Del Palco Live ’90            | IT1 (76 Wo.)IT | — | Erstveröffentlichung: 2006               |
| 2006 | Gli Spari Sopra Tour                 | IT5 (28 Wo.)IT | — | Erstveröffentlichung: 17. März 2006      |
| 2007 | Vasco@Olimpico.07                    | IT1 (77 Wo.)IT | — | Erstveröffentlichung: 2007               |
| 2009 | Il mondo che vorrei live             | IT1 (141 Wo.)IT | CH4 (9 Wo.)CH | Erstveröffentlichung: 20. Oktober 2009   |
| 2012 | Questa storia qua                    | IT1 (34 Wo.)IT | — | Erstveröffentlichung: 10. Januar 2012    |

## Boxsets
| Jahr | Titel Album                                                | Höchstplatzierung, Gesamtwochen, AuszeichnungChartplatzierungen (Jahr, Titel, Album, Platzierungen, Wochen, Auszeichnungen, Anmerkungen) | Höchstplatzierung, Gesamtwochen, AuszeichnungChartplatzierungen (Jahr, Titel, Album, Platzierungen, Wochen, Auszeichnungen, Anmerkungen) | Anmerkungen                                                                                   |
| Jahr | Titel Album                                                | IT | CH | Anmerkungen                                                                                   |
| ---- | ---------------------------------------------------------- | --- | --- | --------------------------------------------------------------------------------------------- |
| 2007 | The Singles Collection (Limited Tour Edition) EMI Italiana | IT1 (25 Wo.)IT | — | 10-CD-Box, in den Singlecharts platziert                                                      |
| 2017 | Tape Collection                                            | IT60 (1 Wo.)IT | — | Erstveröffentlichung: 9. Juni 2017                                                            |
| 2017 | Vasco Rossi 4.0                                            | IT33 (1 Wo.)IT | — | Erstveröffentlichung: 23. Juni 2017 CD-/Vinyl-Box mit den ersten vier Studioalben (1978–1981) |

## Statistik

### Chartauswertung
|                     | IT     | CH     |
| ------------------- | ------ | ------ |
| Nummer-eins-Alben   | IT24IT | CH—CH  |
| Top-10-Alben        | IT40IT | CH6CH  |
| Alben in den Charts | IT63IT | CH30CH |

|                       | IT     | CH    |
| --------------------- | ------ | ----- |
| Nummer-eins-Singles   | IT10IT | CH—CH |
| Top-10-Singles        | IT19IT | CH1CH |
| Singles in den Charts | IT45IT | CH6CH |

|                          | IT     | CH    |
| ------------------------ | ------ | ----- |
| Nummer-eins-Videoalben   | IT7IT  | CH—CH |
| Top-10-Videoalben        | IT9IT  | CH1CH |
| Videoalben in den Charts | IT10IT | CH1CH |

### Auszeichnungen für Musikverkäufe
| Goldene Schallplatte - Italien - 2017: für das Lied Anima fragile - 2019: für das Lied Bollicine - 2019: für das Lied Ridere di te - 2023: für das Lied Dillo alla luna - 2024: für das Lied Canzone | Platin-Schallplatte - Italien - 2019: für das Lied Una canzone per te - 2024: für das Lied Colpa d’Alfredo - 2024: für das Lied …Stupendo |

Anmerkung: Auszeichnungen in Ländern aus den Charttabellen bzw. Chartboxen sind in ebendiesen zu finden.
| Land/RegionAuszeichnungen für Musikverkäufe (Land/Region, Auszeichnungen, Verkäufe, Quellen) | Gold       | Platin       | Diamant     | Verkäufe  | Quellen      |
| -------------------------------------------------------------------------------------------- | ---------- | ------------ | ----------- | --------- | ------------ |
| Italien (FIMI)                                                                               | 31× Gold31 | 83× Platin83 | 2× Diamant2 | 7.285.000 | fimi.it      |
| Schweiz (IFPI)                                                                               | 4× Gold4   | —            | —           | 80.000    | hitparade.ch |
| Insgesamt                                                                                    | 35× Gold35 | 83× Platin83 | 2× Diamant2 |           |              |